# UFC Fight Night: Lewis vs. Browne
UFC Fight Night: Lewis vs. Browne è stato un evento di arti marziali miste tenuto dalla Ultimate Fighting Championship il 19 febbraio 2017 allo Scotiabank Centre di Halifax, Canada.

## Risultati
|                                   | Divisione              |                      |                 |                  | Metodo                                      | Round           | Tempo           | Premio          |
| Card Principale                   | Card Principale        | Card Principale      | Card Principale | Card Principale  | Card Principale                             | Card Principale | Card Principale | Card Principale |
| --------------------------------- | ---------------------- | -------------------- | --------------- | ---------------- | ------------------------------------------- | --------------- | --------------- | --------------- |
|                                   | Pesi massimi           | Derrick Lewis        | batte           | Travis Browne    | KO (pugni)                                  | 2               | 3:12            | FOTN            |
|                                   | Pesi medi              | Johny Hendricks      | batte           | Hector Lombard   | Decisione unanime (30-27, 30-27, 29-28)     | 3               | 5:00            |                 |
|                                   | Pesi leggeri           | Gavin Tucker         | batte           | Sam Sicilia      | Decisione unanime (30-27, 30-27, 30-27)     | 3               | 5:00            |                 |
|                                   | Pesi medi              | Elias Theodorou      | batte           | Cézar Ferreira   | Decisione unanime (30-27, 29-28, 29-28)     | 3               | 5:00            |                 |
|                                   | Catchweight (63,27 kg) | Sara McMann          | batte           | Gina Mazany      | Sottomissione (triangolo di braccio)        | 1               | 1:14            |                 |
|                                   | Pesi leggeri           | Paul Felder          | batte           | Alessandro Ricci | KO tecnico (gomitata e pugni)               | 1               | 4:44            | POTN            |
| Card Preliminare (Fox Sports 1)   |                        |                      |                 |                  |                                             |                 |                 |                 |
|                                   | Pesi welter            | Santiago Ponzinibbio | batte           | Nordine Taleb    | Decisione unanime (29-28, 29-28, 29-28)     | 3               | 5:00            |                 |
|                                   | Pesi paglia (F)        | Randa Markos         | batte           | Carla Esparza    | Decisione non unanime (28-29, 29-28, 29-28) | 3               | 5:00            |                 |
|                                   | Pesi gallo             | Aiemann Zahabi       | batte           | Reginaldo Vieira | Decisione unanime (30-27, 29-28, 29-28)     | 3               | 5:00            |                 |
|                                   | Pesi medi              | Thiago Santos        | batte           | Jack Marshman    | KO tecnico (calcio a giro e pugni)          | 2               | 2:21            | POTN            |
| Card Preliminare (UFC Fight Pass) |                        |                      |                 |                  |                                             |                 |                 |                 |
|                                   | Pesi medi              | Gerald Meerschaert   | batte           | Ryan Janes       | Sottomissione (armbar)                      | 1               | 1:34            |                 |

## Premi
I lottatori premiati ricevettero un bonus di 50.000 dollari.
Legenda:
- FOTN: Fight of the Night (vengono premiati entrambi gli atleti per il miglior incontro dell'evento)
- POTN: Performance of the Night (viene premiato il vincitore per la migliore performance dell'evento)